# Autorisationsloven
Lov om autorisation af sundhedspersoner og om sundhedsfaglig virksomhed (i daglig tale blot Autorisationsloven) er den lov, der beskriver følgende sundhedsfaglige gruppers virke samt autorisations- og videreuddannelsesbestemmelser:
- Læger
- Tandlæger
- Sygeplejersker
- Jordemødre
- Social- og sundhedsassistenter
- Ergoterapeuter
- Fysioterapeuter
- Bioanalytikere
- Kliniske diætister
- Radiografer
- Bandagister
- Kliniske tandteknikere
- Tandplejere
- Optikere og kontaktlinseoptikere
- Fodterapeuter
- Kiropraktorer

Desuden beskrives følgende alternative behandlingers bestemmelser også deri:
- Osteopater

Autorisationen tildeles den enkelte sundhedsperson af Styrelsen for Patientsikkerhed og giver ret til at benytte en af ovenstående stillingsbetegnelser samt til at virke som sådan. Autorisationen kan fratages i tilfælde af f.eks. grov uagtsomhed eller forsømmelse. Ved udgangen af den måned hvori sundhedspersonen fylder 75 år, bortfalder autorisationen automatisk.
Alle ovenstående stillings- og professionsbetegnelser er beskyttede af Autorisationsloven og må kun benyttes af personer, der af Sundhedsministeriet har opnået autorisation.
Autorisationsloven trådte i kraft 1. januar 2007 og erstatter følgende love:
- Lægeloven (Lov af 19. april 2001 om udøvelse af lægegerning)[1]
- Sygeplejerskeloven (Lov af 14. november 1990 om sygeplejersker[2]
- Fodterapeutloven (Lov af 26. april 1972 om fodterapeuter)[3]
- Tandlægeloven (Lov af 26. maj 1976 om tandlæger)[4]
- Jordemoderloven (Lov af 13. december 1978 om jordemødre)[5]
- Tandteknikerloven (Lov af 14. marts 1979 om kliniske tandteknikere)[6]
- Kiropraktorloven (Lov af 6. juni 1991 om kiropraktorer)[7]
- Terapiassistentloven (Lov af 30. august 1991 om terapiassistenter)[8]
- Optikerloven (Lov af 18. maj 1994 om optikere m.v.)[9]
- Diætistloven (Lov af 24. april 1996 om kliniske diætister)[10]
- Tandplejerloven (Lov af 12. juni 1996 om tandplejere)[11]
- Bioanalytikerloven (Lov af 8. maj 2002 om bioanalytikere)[12]
- Radiografloven (Lov af 8. maj 2002 om radiografer)[13]
- Bandagistloven (Lov af 10. juni 2003 om bandagister)[14]
- Sundhedspersonalets videreuddannelseslov (Lov af 22. december 1993 om sundhedspersonalets videreuddannelse)[15]

## Eksterne kilder og henvisninger
- Lov om autorisation af sundhedspersoner og om sundhedsfaglig virksomhed